# Трофей элиты WTA 2015
Трофей элиты WTA 2015 года (англ. 2015 WTA Elite Trophy) — второй по значимости после Финала тура WTA итоговый турнир, завершающий сезон WTA. В 2015 году турнир прошел впервые и заменил в календаре Турнир чемпионок WTA. Соревнование проводится поздней осенью — в этом году с 3 по 8 ноября в Чжухае, Китай.

## Квалификация
Квалификация на этот турнир происходит по итогам чемпионской гонки WTA. В турнире принимают участие лучшие теннисистки по рейтингу, следующие после участниц и запасных Финала тура WTA и теннисистки, получающие специальное приглашение.

### Одиночный турнир
| Рейтинг Чемпионской гонки 2015 года. | Рейтинг Чемпионской гонки 2015 года. | Рейтинг Чемпионской гонки 2015 года. | Рейтинг Чемпионской гонки 2015 года. | Рейтинг Чемпионской гонки 2015 года. |
| Посев                                | Рейтинг                              | Теннисистка                          | Очки                                 | Турниры                              |
| ------------------------------------ | ------------------------------------ | ------------------------------------ | ------------------------------------ | ------------------------------------ |
| 1                                    | 10                                   | Винус Уильямс                        | 3 091                                | 17                                   |
| 2                                    | 11                                   | Карла Суарес Наварро                 | 3 030                                | 24                                   |
| 3                                    | 12                                   | Каролина Плишкова                    | 2 955                                | 25                                   |
| 4                                    | 14                                   | Роберта Винчи                        | 2 655                                | 24                                   |
| 5                                    | 15                                   | Каролина Возняцки                    | 2 641                                | 23                                   |
| 6                                    | 17                                   | Сара Эррани                          | 2 525                                | 25                                   |
| 7                                    | 18                                   | Мэдисон Киз                          | 2 495                                | 18                                   |
| 8                                    | 19                                   | Элина Свитолина                      | 2 410                                | 24                                   |
| 9                                    | 20                                   | Елена Янкович                        | 2 345                                | 24                                   |
| 10                                   | 24                                   | Андреа Петкович                      | 2 106                                | 24                                   |
| 11                                   | 26                                   | Светлана Кузнецова                   | 1 847                                | 19                                   |
| 12/WC                                | 73                                   | Чжэн Сайсай                          | 789                                  | 26                                   |
| Замена                               | 27                                   | Анна Каролина Шмидлова               | 1 810                                | 26                                   |

Анна Каролина Шмидлова по ходу турнира заменила Каролину Возняцки.

### Парный турнир
| Рейтинг Чемпионской гонки 2015 года. | Рейтинг Чемпионской гонки 2015 года.          | Рейтинг Чемпионской гонки 2015 года. | Рейтинг Чемпионской гонки 2015 года. | Рейтинг Чемпионской гонки 2015 года. |
| Посев                                | Команда                                       | Очки                                 | Турниры                              |                                      |
| ------------------------------------ | --------------------------------------------- | ------------------------------------ | ------------------------------------ | ------------------------------------ |
| 1                                    | Андрея Клепач Клаудиа Янс-Игнацик             | 1 339                                | 14                                   |                                      |
| 2                                    | Анабель Медина Гарригес Аранча Парра Сантонха | 1 751                                | 14                                   |                                      |
| 3                                    | Габриэла Дабровски Алиция Росольская          | 1 415                                | 20                                   |                                      |
| 4/WC                                 | Ван Яфань Лян Чэнь                            | 963                                  | 7                                    |                                      |
| 5                                    | Людмила Киченок Надежда Киченок               | 1 235                                | 13                                   |                                      |
| 6/WC                                 | Сюй Шилинь Ю Сяоди                            | 180                                  | 1                                    |                                      |

## Соревнования

### Одиночные соревнования
Винус Уильямс обыграла  Каролину Плишкову со счётом 7-5, 7-6(6).
- Уильямс выигрывает 3-й одиночный титул в сезоне и 48-й за карьеру в туре ассоциации.
- Плишкова сыграла 6-й одиночный финал в сезоне и 12-й за карьеру в туре ассоциации.

### Парные соревнования
Ван Яфань /  Лян Чэнь обыграли  Анабель Медину Гарригес /  Аранчу Парра Сантонху со счётом 6-4, 6-3.
- Ван выигрывает 2-й парный титул в сезоне и за карьеру в туре ассоциации.
- Лян выигрывает 3-й парный титул в сезоне и 4-й за карьеру в туре ассоциации.